# Diphu
Diphu är en ort i Indien.   Den ligger i distriktet Kārbi Ānglong och delstaten Assam, i den östra delen av landet, 1 600 km öster om huvudstaden New Delhi. Diphu ligger 200 meter över havet och antalet invånare är 57 097.
Terrängen runt Diphu är platt, och sluttar norrut. Runt Diphu är det ganska tätbefolkat, med 93 invånare per kvadratkilometer. Det finns inga andra samhällen i närheten. I omgivningarna runt Diphu växer i huvudsak städsegrön lövskog.